# Maitines de Brujas

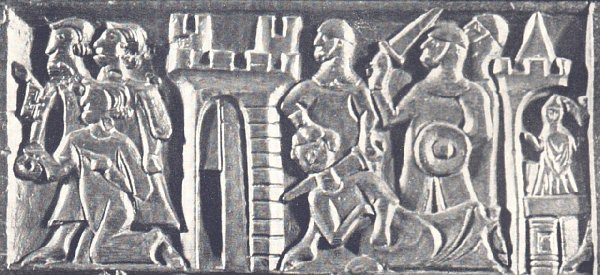
Una representación contemporánea de los Maitines, en el Cofre de Courtrai.

Los Maitines de Brujas (Brugse Metten) fueron la masacre nocturna de la guarnición francesa de Brujas por los miembros de la milicia
flamenca el 18 de mayo de 1302. El nombre de la masacre es una analogía de las Vísperas sicilianas. La revuelta provocó la batalla de Courtrai, en la cual la milicia flamenca derrotó a las tropas francesas el 11 de julio de 1302.
Brujas tenía los derechos exclusivos para la importación de lana de oveja desde Inglaterra. Esta línea de comercio estaba controlada por la burguesía, pero entonces Eduardo I de Inglaterra comenzó a tratar directamente con los consumidores, perdiendo los comerciantes su ventaja. Estos y sus agentes políticos, los concejales, contactaron con su señor, Felipe IV de Francia, para intentar mantener su posición de monopolio. Este, para conseguirlo, instaló una guarnición de tropas francesas en la ciudad.
Durante la noche del 18 de mayo de 1302, los revolucionarios armados con Pieter de Coninck y Jan Breydel a la cabeza, entraron en las casas donde permanecían las tropas francesas. Según la tradición, para distinguir a los franceses de los nativos, pedían a los sospechosos que repitieran el shibboleth: «schild en vriend» que significa «escudo y amigo», una frase de difícil pronunciación para un hablante francés. Otra versión usa la alternativa «des gildens vriend», «amigo de los gremios». Solamente el gobernador, Jacques de Châtillon, y un puñado de franceses lograron escapar con vida.
Tras los Maitines de Brujas, Jan Breydel y Pieter de Coninck fueron aclamados como líderes de la insurrección. Su estatua, una iniciativa de Julius Sabbe, ha decorado el mercado de Brujas desde 1887.